# Marie-Françoise de Brancas
Marie-Françoise de Brancas (1650 - 13 avril 1715), comtesse d'Harcourt et marquise de Maubec, est une aristocrate française. Elle est une dame du palais de la reine Marie-Thérèse d'Autriche et l'amie de Madame de Maintenon.

## Biographie
Marie-Françoise est la fille aînée du comte Charles de Brancas et de Suzanne Garnier. Son père est le chevalier d'honneur de la reine Anne d'Autriche et le fils de Georges de Brancas, duc de Villars, et de Julienne-Hippolyte d’Estrées .
Marie-Françoise de Brancas épouse Alphonse-Henri de Lorraine, comte d'Harcourt, le 21 février 1667 à Paris. Le couple a dix enfants :
- Anne de Lorraine-Elbeuf (16 octobre 1668 - janvier 1671),
- Suzanne de Lorraine-Elbeuf (16 octobre 1668 - janvier 1671),
- Marie de Lorraine-Elbeuf (16 août 1669 - janvier 1671),
- Anne de Lorraine-Elbeuf (octobre 1670 - janvier 1671),
- Charles de Lorraine (né en 1673, mort jeune),
- Anne-Marguerite de Lorraine-Elbeuf (2 août 1675, morte jeune),
- Anne-Marie-Joseph de Lorraine (30 avril 1679 - 29 avril 1739), comte d'Harcourt,
- François de Lorraine (31 mars 1684 - janvier 1705), prince de Montlaur,
- François-Marie de Lorraine (10 août 1686 - 1706), comte de Maubec, mort dans une bataille à Guastalla pendant la Guerre de succession d'Espagne,
- Anne de Lorraine-Elbeuf (née en 1686, morte jeune).

La comtesse entreprend d'importants travaux de rénovation au château d'Harcourt, où elle comble une partie des douves et démolit l'enceinte extérieure orientale,. Elle fait également construire un hôpital dans le village d'Harcourt, l'hospice des Augustines, qui fonctionne jusqu'en 2012. En 1702, elle achète le comté de Clermont-en-Beauvaisis.[réf. nécessaire]
La comtesse d'Harcourt est l'une des dames du Palais de la reine Marie-Thérèse d'Autriche. Comme de nombreux courtisans influents à Versailles, elle vend des faveurs et des offices. Elle est par exemple généreusement payée par Louis II Phélypeaux de La Vrillière pour négocier son mariage avec Françoise de Mailly, fille d'Anne-Marie-Françoise de Sainte-Hermine, dame d'atours de la dauphine. Elle lui obtient également la charge détenue par le père de sa nouvelle épouse. La comtesse vend aussi des invitations royales au château de Marly .
Dans ses mémoires, le duc de Saint-Simon brosse un tableau peu flatteur de la comtesse d'Harcourt, la qualifiant de « furie blonde, voire plus, de harpie : elle en avait toute l'effronterie, la fourberie, la violence, l'avarice et l'audace ». Il l'a décrite comme « une grande créature grasse, très vive dans ses mouvements, avec un teint comme de la bouillie de lait, de grandes lèvres épaisses et laides, et des cheveux comme de l'étoupe, toujours saillants et pendants en désordre, comme tout le reste de ses atours. Elle était sale, toujours intrigante, hypocrite, entreprenante, querelleuse »,. La comtesse est aussi détestée par la dauphine Marie-Adélaïde de Savoie. La princesse la tourmente par diverses plaisanteries, par exemple en allumant des pétards sous sa chaise ou en la bombardant de boules de neige dans son lit.[réf. souhaitée]
La comtesse d'Harcourt meurt le 13 avril 1715 à Clermont-en-Beauvaisis.[réf. nécessaire]